# Rejon nowooskolski
Rejon nowooskolski (ros. Новооскольский райо́н) – jeden z dwudziestu-jeden rejonów obwodu biełgorodzkiego w Rosji. Według danych z 2021 roku rejon zamieszkiwały 39786 osoby. Siedzibą administracyjną rejonu jest Nowyj Oskoł.